# Jean Delaunay (général)
Pour les articles homonymes, voir Delaunay.
Jean Delaunay (né le 27 janvier 1923 à Paris et mort le 8 mai 2019 au Chesnay) est un général d'armée français.
Il est chef d'état-major de l'armée de terre française du 1er octobre 1980 au 9 mars 1983. À cette date, il démissionne de ses fonctions pour faire entendre son opposition à la réduction des effectifs et du budget de l'armée de terre.

## Biographie
Fils d'une infirmière militaire, Jean Delaunay passe sa scolarité à Sainte-Croix de Neuilly. Il entre en préparation à l'École spéciale militaire de Saint-Cyr au lycée privé Sainte-Geneviève (Paris) en 1941, alors que la France est occupée. Il intègre en 1943 à Saint-Cyr la 130e promotion (« Veille au drapeau ») puis est membre de la Promotion Victoire, la première de l'École spéciale militaire interarmes de Coëtquidan qui rassemble de juillet à décembre 1945, 2 900 élèves–officiers d’active et de réserve revenant de la guerre qu’ils avaient faite à des titres divers. Il choisit de servir dans l'Arme blindée Cavalerie.
Officier, il est d'abord affecté au 1er régiment de spahis algériens puis à Dalat en Indochine, au 5e régiment de cuirassiers pendant la guerre d'Indochine. Le 16 août 1949, pendant un affrontement, une grenade lui explose entre les mains. Tombé dans le coma, il survit mais perd la moitié de la main droite. Il refuse d'être rapatrié et reprend le combat. De retour en France dans les années 1950, il se marie et aura quatre enfants. 
Il sert au 1er régiment de cuirassiers de 1951 à 1955. 
Diplômé d'état-major en 1955, il est pendant trois ans en Afrique du Nord avant de rejoindre l'Inspection de l'Arme Blindée.
Il est capitaine pendant la guerre d'Algérie.
Diplômé de l'Ecole Supérieure de Guerre, il est à l'Ecole d'Application de l'Arme Blindée et Cavalerie puis à nouveau à l'Inspection de son Arme.
Chef de corps du 8e régiment de hussards de 1966 à 1968 puis auditeur à l'IHEDN.
En 1970, par reconnaissance pour ses soldats vietnamiens, en particulier son interprète Van, mort en lui sauvant la vie, il parraine l'organisation « Enfants du Mékong ».
Général, il commande la 10e brigade mécanisée de 1974 à 1976 puis il dirige l'École de cavalerie de Saumur de 1976 à 1979 et le commandement des Ecoles de l’Armée de terre.. Il est général de division en 1978, général de corps d'armée en 1980.
En 1983, il s'oppose au ministre de la Défense, Charles Hernu, qui voulait réduire de 10 % les effectifs de l'armée de terre, puis donne sa démission.
Sa démission est également motivée par l'engouement nucléaire du gouvernement alors que, pour lui, la défense devait s'orienter vers la lutte contre le terrorisme. Lorsque le gouvernement lui a demandé de soutenir fortement sa position de réduction des moyens, il a répondu par sa démission.
Il fonde en 1986 l'association France-Valeurs, dont il fut président jusqu'à sa disparition. Il est l'auteur d'un ouvrage de référence sur la subversion qui obtint le prix Vauban de l'Association des auditeurs de l'Institut des hautes études de défense nationale (IHEDN).
Il passe sa retraite à accompagner la réinsertion des prisonniers, à écrire des tribunes pour France-Valeurs, Boulevard Voltaire ou la Revue des Deux Mondes et à enseigner le catéchisme.
En 2009, il apporte son soutien au lieutenant Médéric Bertaud, mis en examen à la suite de la mort d'un légionnaire slovaque lors d'un exercice à Djibouti.

## Décorations
- Grand officier de la Légion d'honneur (2003)
- Croix de guerre des Théâtres d'opérations extérieurs
- Croix de la Valeur militaire

## Ouvrages
- Mélanges d'histoire militaire, travaux de l'Académie nationale de Reims, 1980
- La foudre et le cancer : face à l'atome et à la subversion la guerre se gagne en temps de paix, Éditions Pygmalion, 1985

prix Vauban de l'Association des auditeurs de l'IHEDN
- Lettres à mes petits-enfants sur des sujets qui fâchent, Téqui, 2001

prix Renaissance des lettres 2001
- Femmes de soldats : d'hier et d'aujourd'hui, Éditions Christian, 2004
- En écho à Saint-Ex, Éditions Satisfeccit, 2013
- Préface du livre de Jean Lapouge, De Sétif à Marseille, par Cassino : carnets de guerre de Jean Lapouge, sous-lieutenant au 7e RTA, Éditions Anovi, 2007
- Préface du livre d'Henry d'Humières, L'armée française et la jeunesse musulmane : Algérie 1956-1961, Godefroy de Bouillon, 2002